# Stjärnan (novell)
Stjärnan (engelska: The Star) är en science fiction-novell skriven av Arthur C. Clarke, ursprungligen publicerad i november 1955 i tidskriften Infinity Science Fiction. Den tilldelades Hugopriset år 1956. I januari 1965 publicerades den åter i Short Story International.

## Handling

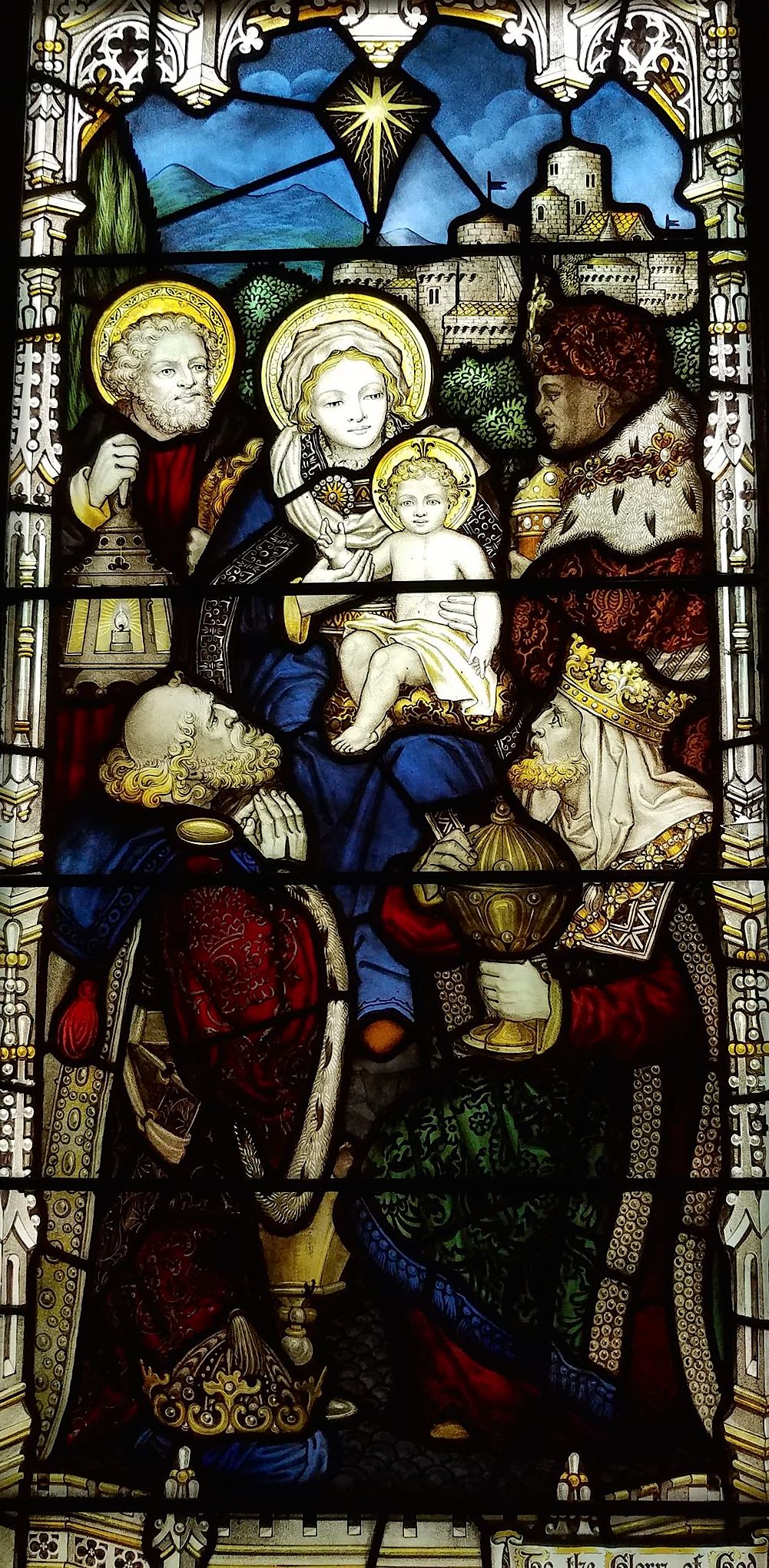
Berättelsen använder sig av teorin om Betlehemsstjärnan som supernova.

Berättelsen handlar om en grupp rymdfarare från Jorden som besökt ett avlägset planetsystem, då de upptäcker resterna av en avancerad civilisation, vars stjärna just exploderat som supernova. I omloppsbana runt denna stjärna fanns en planet som påminde om Jorden och expeditionens ledande astrofysiker, en jesuitpräst, drabbas av troskris då han får reda på att befolkningen försökte rädda sig genom att ta sig till den yttersta planeten i sitt planetsystem, eftersom de förutsåg händelsen. Väl där placerade de inspelningar över sin civilisations historia. När prästen genom uträkningar lyckas få reda på när detta inträffade, och att ljuset nådde Jorden vid tiden för Jesu födelse, inser han att detta var Betlehemsstjärnan. Han börjar då ifrågasätta sin gudstro och undrar varför Gud lät förinta en hel civilisation för att signalera sin sons födelse.

## Andra versioner
Berättelsen dramatiserades i ett julavsnitt av TV-serien The Twilight Zone från 1985. Slutet var här gladare, då rymdfarkostens kapten påminner vetenskapsmännen att de var förberedda på att supernovautbrottet skulle förinta dem, och att de redan firat att det skulle ge hopp för en annan civilisation — människan.

### Fotnoter
1. ↑  läs online, www.thehugoawards.org .[källa från Wikidata]
2. ↑  ”Awards & Winners” (på engelska). Hugopriset. http://awardsandwinners.com/category//1965/. Läst 8 augusti 2014.
3. ↑  ”The Star” (på engelska). Meet New Books. https://www.meetnewbooks.com/book/381351/The-Star-Arthur-C-Clarke. Läst 1 december 2022.